# Пневматичен изкуствен мускул
Пневматичен изкуствен мускул  е пневматично съоръжение, което се свива и разтяга под действието на сгъстен въздух. Представлява херметичен балон, обвит от плетена обвивка от неразтегливи влакна. Подобно на движението при живите организми, тези съоръжения работят по двойки: единият свива, а другият разтяга.
Пневматичните изкуствени мускули са специално задвижване, което е малко, леко, просто и с големи възможности за вграждане в различни проекти. То е изключително удобно за изпълнение на редица задачи по създаване на роботи както и за механични протези.
Пневматичните мускули са разработени с оригинално наименование McKibben Artificial Muscles през 1950-те години за използване в протези.

## Предимства
- Леки
- Проста конструкция
- Липса на плъзгащи елементи
- Устойчивост в агресивна среда

## Недостатъци
- Необходими са компресор, система от клапани и тръбопроводи.
- Динамичните характеристики са нелинейни, но са близки до биологичните мускули.
- Системата е чувствителна към външното налягане.
- Умора на материала